# Sint-Jorisgilde (Deurne)
Het Sint-Jorisgilde, bijgenaamd de oude schut, is een schuttersgilde uit het Brabantse Deurne, dat al meer dan 600 jaar bestaat.
In de oudst bekende stukken die over het gilde gaan, afkomstig uit het archief van de Sint-Willibrorduskerk, is sprake van een afdracht van vijf mud rogge aan een priester tot onderhoud van het aan Sint-Joris gewijde altaar in die kerk. De eerste vermelding dateert uit 1410, al wordt 1400 aangehouden als jaar van oprichting. De rogge was afkomstig van een eigen akker van het gilde. Nog altijd beheert het gilde een akker, zij het op een andere locatie.
De perkamenten kaarten van het gilde, waarop de reglementen zijn vastgelegd, dateren uit 1632-1640 en 1778. Zilveren objecten, een belangrijk onderdeel van het bezit van het gilde, dateren uit de periode vanaf 1500-1525.
Het gilde is actief gebleven tot op heden, al was het in een slapende toestand tussen 1914 en 1925. In 1912 had het nog een vaandel geschonken gekregen van de vermoedelijke beschermheer Theodore baron de Smeth, en in 1913 was er nog een koning geweest. In 1926 werd een nieuwe start gemaakt met 26 leden, en in 1927 werd Hendrik Wiegersma de beschermheer. Acht jaar later werd het lidmaatschap verkregen van de pas opgerichte Bond van Schuttersgilden in Peelland.
In 1952 vond de installatie plaats van de nieuwe beschermheer, Hub van Doorne. Zijn vrouw werd in 1964 schutsvrouwe. Een jaar later werd het Europees koningschap verworven bij het schutterstoernooi in Burscheid, door koning Jan van Rooij. In 1971 werd hij keizer door voor de derde maal zich tot koning te schieten.
Martien van Doorne werd in 1990 de nieuwe beschermheer. In 2009 had het gilde 22 gildebroeders en 8 gildezusters.